# 中山玲
中山 玲（なかやま れい、1971年2月21日  - ）は、日本の女優、声優。本名同じ。父は俳優の中山仁。

## 来歴・人物
身長167cm。体重51kg。血液型はA型。東京都出身。桐朋学園大学短期大学部芸術科演劇専攻、玉川大学文学部教育学科卒。
父は俳優の中山仁、母は元女優の寺田史、姉はピアニスト・歌手のari。伯父は俳優の寺田農。
父とたむらプロ社長が友人だったことから、紹介という形で同プロ所属となり、1992年にドラマ『ビーナスハイツ』でデビュー。

## 出演作品

### 映画
- 天国までの百マイル
- ホールドアップダウン
- 孕み-HARAMI- 白い恐怖
- 破天荒力 A miracle of Hakone
- 星の国から孫ふたり
- SPACE BATTLESHIP ヤマト
- 終の信託

### テレビドラマ
NHK
- 天才てれびくんドラマ「月曜日が来ない」

日本テレビ
- 引っ越せますか

TBS
- JTドラマBOX
  - ビーナスハイツ（1992-93年、毎日放送） - 吉本みどり 役
- ドラマ30
  - 風たちの遺言（1995年、 CBC） - 良江 役

フジテレビ
- 沙粧妙子-最後の事件-
- 東京SEX 第14回 「ICE DOLL」 （1996年）
- 砂の城

テレビ朝日
- 裏窓殺人事件
- クニさんちの魔女たち
- 相棒8 - アパートの住人 役
- ダブルス〜二人の刑事

テレビ東京
- 付き馬屋おえん事件帳 3（1995年） - おさよ 役（父の中山仁と共演）

### 舞台
- うちやまつり
- カシコギ
- 近代能楽集葵上卒塔婆小町
- THE WOMAN IN BLACK
- セ氏の妖女（零式）
- 椿姫
- 夏の夜の夢
- バンク・バン・レッスン
- ブリキ・ゴーレム（2005年、王子小劇場） - 家主ミナイ 役
- マクベス
- RADIO311（2013年、Kamakaji Lab） - 安藤紀子 役

### 吹き替え
- アンフォゲッタブル 完全記憶捜査（若い頃のアリス・ウェルズ）
- WITHOUT A TRACE/FBI 失踪者を追え! シーズン5（トレイシー）
- グッド・ワイフ
- クローザー（アンリー）
- 刑事ヴァランダー3（スネズナ）
- ザ・ホワイトハウス（ケイト・ハーパー）
- 朱蒙（ムドク）
- ディセント2（ベス）
- トウキョウ アンダー グラウンド
- マッドメン
- 名探偵モンク6（斎場の女性）
- リベンジ2（キャリー・サーグッド）

### CM
- NTT東日本・「テレチョイス」
- デスクネッツ
- P&Gウエラ・「ヘアマニキュア」
- メットライフアリコ生命保険・「新・てごろでがっちり入院保険」
- 森永製菓・リーフィ